# Гвоздики садові
{{#ifeq:0|0|{{#if:|{{#if:Dianthuscaryophyllus|[[]}}|}}}}
Гвозди́ки садові (Dianthus caryophyllus) — вид багаторічних рослин родини гвоздичні.

## Характеристика
Гвоздики садові являють собою багаторічну рослину. За будовою це невеликий кущик, стебла якого досягають висоти 45-60 см. Коренева система розвинена слабо. Глибина залягання коренів — 10-20 см. Великі, махрові квітки бувають найрізноманітнішого забарвлення. Вони можуть розташовуватися поодиноко, або бути зібрані в суцвіття по 2-5 штук.
Цвіте з травня і все літо. Квітки багатопелюсткові, бувають різних кольорів. Зустрічаються форми з махровими, немахровими або напівмахровими квітками. Тичинок десять. Чашечка трубчаста з п'ятьма зубцями, біля основи знаходиться 1-4 пари прилистків у вигляді лусочок. 

## Практичне використання
Культивується як кімнатна рослина, так і у відкритому ґрунті. Відома як ароматична і лікарська рослина.

## Поширення
Батьківщиною гвоздик садових є Середземномор'я. У дикому вигляді зустрічається рідко. Квітки широко культивуються та вирощуються по всьому світі як декоративна рослина.

## Галерея

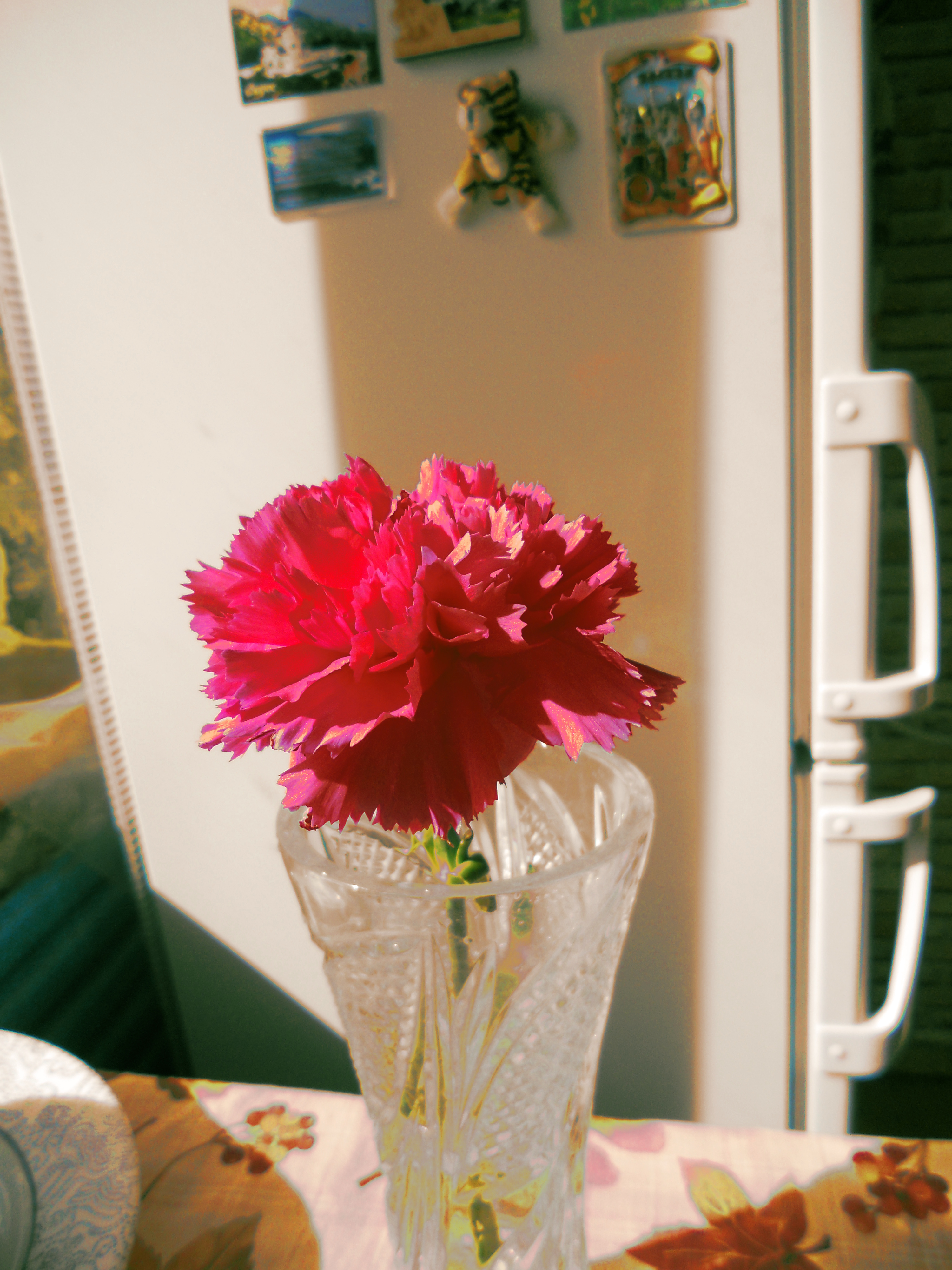
Гвоздики в Чернігові, 2015